# Michael Müller (Heimatforscher)
Michael Müller (* 27. Mai 1849 in Oberndorf bei Eger; † 29. Mai 1914 in Franzensbad) war ein deutscher Arzt und Heimatforscher.

## Leben
Müller stammt aus dem bäuerlichen Hof Nr. 13, dem ehemaligen Solchenhof in Oberndorf (Horni Ves), welcher im Jahre 1825 durch Einheirat an die Familie Müller kam. Er studierte an der Deutschen Karls-Universität in Prag Medizin. Nach seiner Promotion arbeitete er ab 1876 als praktischer Arzt in Franzensbad. Er hielt viele Vorträge und schrieb Beiträge zur Volks-, Heimat- und Familiengeschichtskunde des Egerlandes. 
Dr. med. Michael Müller baute eine Sammlung aus zahlreichen Trachten, Gerätschaften, Gläsern und Bildern aus der Geschichte des Egerlandes auf, die aus etwa 1500 Gegenständen bestand und nach seinem Tod dem Stadtmuseum in Eger vermacht wurden.